# سمير زاوي
سمير زاوي ، من مواليد 6 جوان 1976 بمدينة عين بو سيف بولاية المدية ، لاعب كرة قدم جزائري.
يلعب منذ سنة 1994 مع نوادي اتحاد عين بوسيف ، نجم البرواقية ثم احترف مع أولمبي المدية و هو حاليا مع أولمبي الشلف.
توج مع فريق أولمبي الشلف بكأس الجمهورية سنة 2005 مع المدرب عبد القادر عمراني وتوج أيضا بأول بطولة محترفة في الجزائر سنة 2011 .

## روابط خارجية
- سمير زاوي على موقع الاتحاد الدولي (مؤرشف)  (الإنجليزية)
- سمير زاوي على موقع قاعدة بيانات كرة القدم.إي يو (الإنجليزية)
- سمير زاوي على موقع ناشيونال فوتبول تيمز (الإنجليزية)
- سمير زاوي على موقع كووورة